# 1622 en littérature
| Années de la littérature : 1619 - 1620 - 1621 - 1622 - 1623 - 1624 - 1625    |
| Décennies de la littérature : 1590 - 1600 - 1610 - 1620 - 1630 - 1640 - 1650 |

Cet article présente les faits marquants de l'année 1622 en littérature.

## Parutions
- Novembre[1] : Parnasse satyrique, recueil de textes licencieux publié à Paris par Anthoine Estoc et Antoine de Sommaville[2] ; Théophile de Viau est l'auteur du premier sonnet de l'ouvrage.

- Jacques Davy du Perron, Les diverses œuvres de l'illustrissime Cardinal du Perron, Paris, Antoine Estienne, 1622 (présentation en ligne)

- Égalité des hommes et des femmes de Mademoiselle de Gournay[3].
- Les Caquets de l'accouchée (anonyme)[4].

- History of the Reign of King Henry VII (en) (« Histoire d’Henri VII »), de Francis Bacon[5].

## Naissances
- 15 janvier : baptême de Molière (Jean-Baptiste Poquelin), dramaturge et acteur français, mort le 17 février 1673, rue de Richelieu à Paris.

## Décès
- 4 novembre : Francisco Rodrigues Lobo, poète portuguais.